# Dorrie Timmermans
Dorrie Timmermans-van Hall (Tolkamer, 1 mei 1955) is een Nederlands rolstoeltennisspeelster, zowel in het enkelspel als in het gemengd dubbelspel.
Door meningokokkensepsis (een bacteriële sepsis) verloor Timmermans haar beide onderbenen en haar vingers. Ze was tevoren volleybalster maar zag niets in zitvolleybal en richtte zich op rolstoeltennis.
Timmermans kwam in 2008 uit voor Nederland op de Paralympische Zomerspelen in Peking bij het gemengde toernooi.
In het dagelijks leven is zij IT-deskundige.